# Vorsalz
Vorsalz, früher Petershagen genannt, war eine Siedlung auf dem Gebiet der Stadt Salzgitter. Die Siedlung gehört heute zum Stadtteil Salzgitter-Bad.

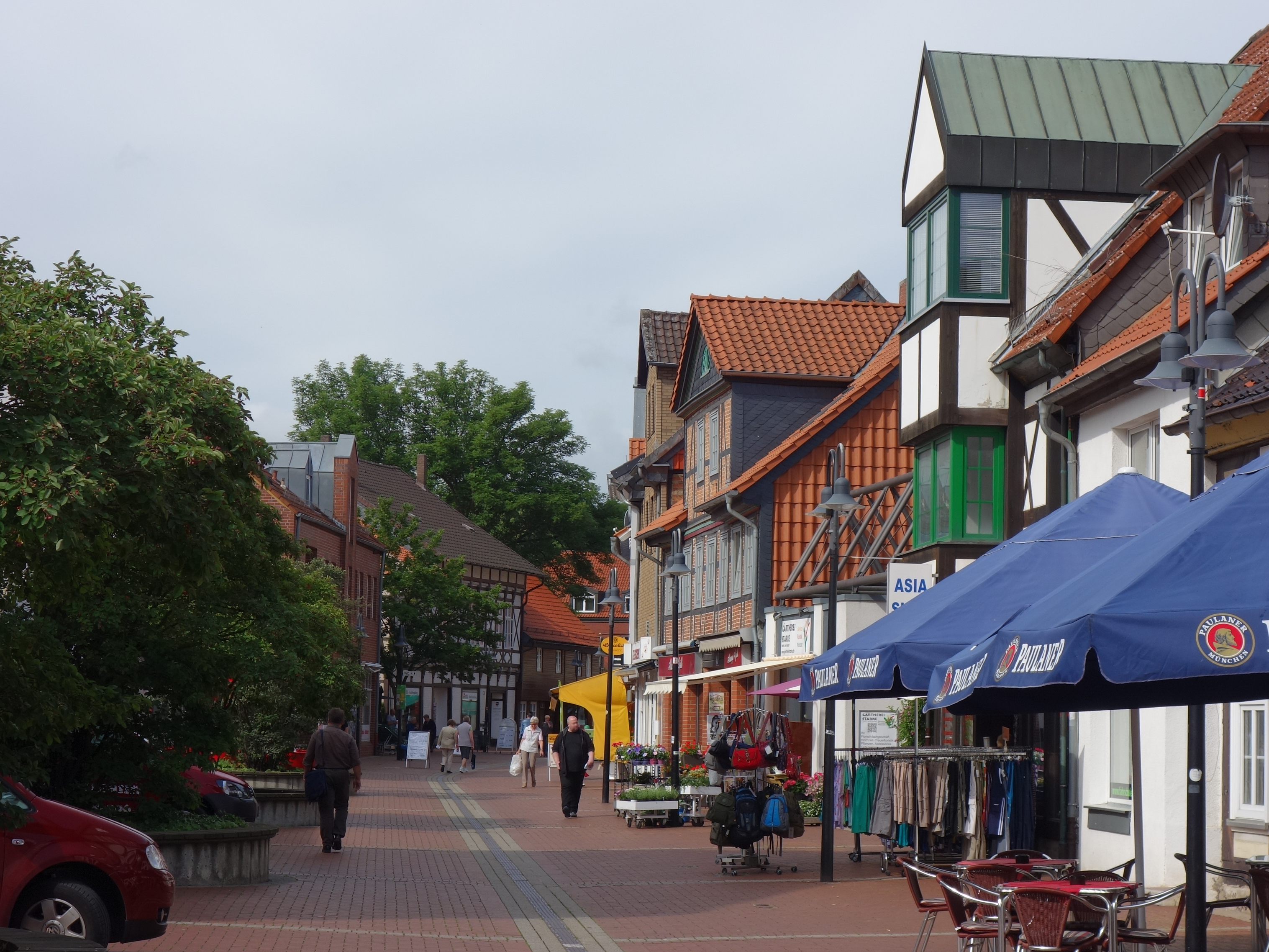
Vorsalzer Straße, Blick nach Westen

## Lage
Die Siedlung „Petershagen“ entstand wahrscheinlich in der Mitte des 14. Jahrhunderts. Zu dieser Zeit war der Ort Salzgitter (heute Salzgitter-Bad) mit seiner Saline bereits von einem palisadenbewehrten Wall mit einem davorliegenden Graben geschützt. Die Ansiedlung lag nördlich der Wallanlage in einem schmalen Bereich zwischen Wall und dem Flüsschen Warne. Es handelt sich dabei um das Gelände südlich der heutigen Bahnstrecke Börßum–Kreiensen und beidseitig der Petershagener und der Vorsalzer Straße. In west-/östlicher Richtung erstreckte sich die Siedlung von der Töpferreihe hinter dem heutigen Klesmerplatz bis zum Soltezentrum am Bahnhof. Es gab hier durchweg nur kleine Grundstücke, zu denen kein Ackerland gehörte. Hier siedelten sich hauptsächlich die aus Kniestedt kommenden und in der Saline arbeitenden Salzsieder an, später auch Handwerker, die auf der Saline arbeiteten.

## Geschichte
Als die Siedlung entstand, gab es innerhalb der Wallanlagen von Salzgitter(-Bad) nicht mehr genügend Platz, so dass sich die ersten Menschen außerhalb der Stadt längs der Straße nach Kniestedt niederließen. Die Siedlung wurde „Petershagen“ genannt, Namensgeber war wahrscheinlich einer der ersten Bewohner. Der Grund gehörte zu Kniestedt und die Siedler waren zur Zahlung eines jährlichen Zinses verpflichtet. Diese Abgabe bestand in einer Lieferung von Hühnern oder Gänsen und wurde auch Rauchhuhn genannt. In der Chronik der Herren von Kniestedt von 1792 hieß es hierzu: „Rauchhühner müssen von jedem Hause gegeben werden, wo der Rauch aufzieht.“ (Franz Zobel: Landkreis Goslar) Wann genau die Ablösung von Kniestedt erfolgte und die Gemeinde selbstständig wurde, ist nicht überliefert. Eine Verkaufsurkunde von 1733, in der die Kniestedter Gemeinde Land aus dem Gemeindebesitz verkauft, belegt, dass die Siedlung um diese Zeit noch zu Kniestedt gehörte und nicht selbstständig war. Auch mussten bis in die 1880er Jahre Abgaben an die Kniestedter Kirche gezahlt werden.
Nachdem die gegenüberliegende Siedlung „Kniestedter Reihe“ entstanden war, bürgerte sich für beide Siedlungen der Name „Vorsalz“ ein. Dieser Name leitet sich von ihrer Lage „vor dem Salze“ außerhalb der Wallanlagen um den Salzbezirk ab. Die Bezeichnung „Vorsalz“ erschien erstmals in der Verkaufsurkunde von 1733 und in einem Kirchenbuch von 1739, bis dahin war immer von „Petershagen“ die Rede gewesen. In späteren Urkunden wurde nur noch der neue Name verwendet. Nach einem Brandkataster der Gemeinde von 1766 gehörten 19 Häuser zu Vorsalz. Zwischen 1884 und 1929 wurde im Haus Nr. 28 (heute: Vorsalzer Straße 9, später Filiale der Volksbank) auch das Postamt für Salzgitter betrieben. Erst 1929 bezog die Post ein eigenes Gebäude an der damaligen Schulstraße (heute: Altstadtweg). Zum 1. April 1926 wurde Vorsalz nach Salzgitter(-Bad) eingemeindet. Zu dieser Zeit bestand die Gemeinde aus 28 Häusern.